# Planeta A
Planeta A é uma minissérie documental portuguesa com coordenação de realização de Jorge Pelicano e narração de João Reis. O programa dedica-se à temática da sustentabilidade, pretendendo demostrar como é possível construir um planeta sustentável, abordando problemáticas como a gestão de recursos hídricos, desenvolvimento económico e social das nações, entre outras. Sendo coproduzida pela Fundação Calouste Gulbenkian, a minissérie foi exibida semanalmente pela RTP1, entre 18 de abril e 13 de junho de 2022.

## Sinopse
Ao longo dos seus episódios, a série não só aborda o problema das alterações climáticas, e o modo como os seus efeitos são sentidos pelas populações, mas apresenta também soluções. São demonstradas algumas das respostas mais inovadoras que têm vindo a ser encontradas a nível global, e implementadas também em Portugal, a questões como a poluição, o aquecimento global, o crescimento exponencial da população mundial, a pobreza e a desigualdade social.
Viajando pelo planeta, João Reis é confrontado com um debate acerca do futuro das nações, tornando-se o elo de ligação entre cientistas e investigadores de todo o mundo e o trabalho realizado por vários indivíduos e organizações. São discutidas mudanças e propostas, a nível local, que pretendem amenizar as tensões culturais, políticas e raciais que emergem de todos esses desafios.

## Produção

### Síntese
Planeta A é uma produção portuguesa da Até ao Fim do Mundo, resultada de um protocolo assinado entre a Fundação Calouste Gulbenkian e a Rádio e Televisão de Portugal para a sua coprodução.
| Episódios | Episódios | Transmissão original | Transmissão original | Dia da semana |
| Episódios | Episódios | Estreia              | Final                | Dia da semana |
| --------- | --------- | -------------------- | -------------------- | ------------- |
|           | 9         | 18 de abril de 2022  | 13 de junho de 2022  | Segunda-feira |

### Desenvolvimento
Isabel Mota, presidente da Fundação Calouste Gulbenkian, encarou a colaboração com a RTP como uma oportunidade de contribuir para enquadrar cientificamente e promover a consciencialização dos espectadores acerca da necessidade de agir e tomar decisões mais conscientes em prol da Terra: "O pensamento, a ação e a comunicação não podem andar separados". Perante este objetivo, João Reis foi convidado a juntar-se ao projeto após o término do trabalho de pesquisa e desenho todos os seus conteúdos de Planeta A, por jornalistas, consultores e cientistas da RTP e da Gulbenkian. A escolha do ator foi motivada pela consideração de que poderia assumir a função acessível de "interlocutor do senso comum", nas palavras de Reis.
Jorge Pelicano encarou como objetivo desta minissérie demostrar a realidade do planeta, nas suas carências de recursos, mas também potencialidades. Sob sua direcção, foi criada uma rede para as viagens necessárias a realizar. A minissérie viria a ser condicionada pela pandemia de COVID-19, que não só atrasou a produção com estreia prevista para o final de 2020, mas forçou também uma revisão dos temas e convites a intervenientes. Planeta A viria a ter grande impacto no próprio realizador, uma vez que motivou a sua decisão de tomar parte ativa na sua freguesia: "A transformação começa na nossa realidade".

### Rodagem
Devido ao impacto da pandemia COVID-19, o período de rodagem sofreu repetidos atrasos e prolongou-se ao longo de cerca de dois anos. O principal condicionalismo para a produção da Até ao Fim do Mundo, as políticas de restrição ao tráfego internacional, repercutiu-se no cancelamento de viagens a alguns países e na opção de centrar as gravações da minissérie na Europa (Alemanha, Dinamarca, Espanha, França, Países Baixos e Polónia), além de um maior número de passagens por destinos nacionais (como Beja, Faial, Lisboa ou Porto). Ainda assim, a produção pôde manter os planos de filmar na África do Sul, Brasil e Índia.

## Lista de episódios
Abaixo, estão listados os episódios da minissérie Planeta A:
| No. | Título                          | Realização                  | Conteúdos                                                                                                   | Transmissão original | Ref.   |
| --- | ------------------------------- | --------------------------- | --- | -------------------- | ------ |
| 1 | Alterações climáticas e energia | Jorge Pelicano e Inês Rueff | Paulo Cunha Fernandes, Joana Esteves, Sara Gomes, Pedro Quedas e Mikhaela Anjos                             | 18 de abril de 2022  | [ 13 ] |
| No continente europeu, paradoxalmente, a Alemanha é o país que mais aposta nas renováveis, mas é também o maior emissor de Co2 da Europa. Aqui, a produção de energia elétrica ainda depende, em grande parte, das mais de 80 centrais a carvão, que preveem encerrar apenas em 2038. Esta dependência é também a motivação de intensas manifestações de grupos ativistas na região da Renânia, onde se localizam várias minas de lignite (carvão castanho) a céu aberto. João Reis foi ao encontro duma dessas ativistas.               |                                 |                             | |                      |        |
| Intervenientes: Dorothee Häußermann [de], José Pedro Salema, Miguel Stilwell d'Andrade (EDP), Pao-yu Oei. |                                 |                             | |                      |        |
| |                                 |                             | |                      |        |
| 2 | Instituições democráticas       | Jorge Pelicano e Inês Rueff | Catarina Fernandes Martins, Mikhaela Anjos, Pedro Quedas e Sara Gomes                                       | 25 de abril de 2022  | [ 15 ] |
| Diante de João Reis, na praça central de Varsóvia, caminham dezenas de milhares de manifestantes na marcha anual do Dia da Independência, organizada pela extrema direita polaca, com o apoio do governo de direita populista. Polónia parecia ser um laboratório vivo daquilo que acontece quando se normalizam discursos e atitudes liberais e antidemocráticas, tão presentes em vários cantos do mundo e cada vez mais presentes no mundo ocidental.                                                                                 |                                 |                             | |                      |        |
| Intervenientes: Fernando Esteves, Teresa Filipa Mendes, Viriato Soromenho Marques. |                                 |                             | |                      |        |
| |                                 |                             | |                      |        |
| 3 | Produção e consumo              | Jorge Pelicano e Inês Rueff | Sara Gomes e Pedro Quedas                                                                                   | 2 de maio de 2022    | [ 16 ] |
| O planeta tem uma pegada ecológica 60% maior que a sua capacidade. Em De Ceuvel, um bairro sustentável em Amesterdão, João Reis conhece um arquiteto holandês que o acompanha numa viagem para conhecer uma alternativa à vida na cidade, fundada na economia circular, na reutilização de recursos, na colaboração constante entre vizinhos para reduzir o desperdício. Várias indústrias têm procurado novas formas de produção sustentável, como o uso de borras de café para cultivar cogumelos.                                     |                                 |                             | |                      |        |
| Intervenientes: Cristina Sousa Rocha, Gunter Pauli [en], Rui Miguel Nabeiro. |                                 |                             | |                      |        |
| |                                 |                             | |                      |        |
| 4 | Pobreza                         | Jorge Pelicano e Inês Rueff | Catarina Fernandes Martins, Mikhaela Anjos, Pedro Quedas, Sara Gomes, Joana Esteves e Paulo Cunha Fernandes | 9 de maio de 2022    | [ 18 ] |
| Num pequeno município do Rio de Janeiro, João Reis conhece uma das soluções apontadas para a eliminação da pobreza e redução da desigualdade social: o rendimento básico universal. Na sua essência, defende que todos, ricos e pobres, devem receber transferências regulares de dinheiro, sem nenhuma contrapartida. A pobreza é um problema muito mais complexo, e a sua solução tem de passar pelo combate à pobreza energética, ao acesso a uma habitação digna e a precariedade laboral.                                           |                                 |                             | |                      |        |
| Intervenientes: Jane Newman, Pedro Conceição (ONU), Rita Lucena. |                                 |                             | |                      |        |
| |                                 |                             | |                      |        |
| 5 | Cidades sustentáveis            | Jorge Pelicano e Inês Rueff | Pedro Quedas e Sara Gomes                                                                                   | 16 de maio de 2022   | [ 19 ] |
| João Reis viaja pela Europa em busca de soluções inovadoras para criar cidades sustentáveis, como a agricultura vertical, praticada pela empresa Nordic Harvest, em Copenhaga. É um sistema altamente controlado, que usa prateleiras para permitir o cultivo de mais plantas em menos área. Já em Berlim, Reis vê de perto como se tem investido para aumentar a eficiência do sistema de transportes públicos. Experimenta as bicicletas de bambu de uma empresa que luta para tornar a micromobilidade cada vez menos uma exceção.    |                                 |                             | |                      |        |
| Intervenientes: Afton Halloran, Barbara Lenz, José Manuel Viegas. |                                 |                             | |                      |        |
| |                                 |                             | |                      |        |
| 6 | Oceano                          | Jorge Pelicano e Inês Rueff | Paulo Cunha Fernandes, Joana Esteves, Sara Gomes, Pedro Quedas e Mikhaela Anjos                             | 23 de maio de 2022   | [ 21 ] |
| João Reis mergulha nos mares do arquipélago dos Açores, juntanndo-se a um experiente cameraman subaquático e a um campeão mundial de mergulho em apneia. Os dois estão a captar imagens dos tubarões azuis para uma campanha que visa alertar para a captura excessiva desta espécie. A co-gestão de pescas, a captura de carbono através das pradarias marinhas, o uso de algas para uma aquacultura sustentável, as oportunidades da economia azul, são algumas das medidas necessárias para a preservação dos oceanos.                |                                 |                             | |                      |        |
| Intervenientes: Nuno Sá, Raquel Gaspar, Tiago Pitta e Cunha (Prémio Pessoa 2021). |                                 |                             | |                      |        |
| |                                 |                             | |                      |        |
| 7 | Educação                        | Jorge Pelicano e Inês Rueff | Catarina Fernandes Martins, Mikhaela Anjos, Pedro Quedas e Sara Gomes                                       | 30 de maio de 2022   | [ 23 ] |
| João Reis mergulha no dia-a-dia da Ecole Dynamique, em Paris, um exemplo de uma escola democrática assente num modelo de ensino que permite uma participação mais ativa dos alunos e elimina as restrições das escolas tradicionais. Na Ecole Dynamique os alunos fazem o que desejam, aprendendo por eles próprios e de acordo com as suas motivações individuais. Visto por alguns como um modelo demasiado controverso e utópico, em Portugal, algumas escolas públicas aprenderam com o exemplo das escolas democráticas.            |                                 |                             | |                      |        |
| Intervenientes: Joysy John, Maria Azevedo, Nergis El Berria. |                                 |                             | |                      |        |
| |                                 |                             | |                      |        |
| 8 | Inovação social                 | Jorge Pelicano e Inês Rueff | Pedro Quedas e Sara Gomes                                                                                   | 6 de junho de 2022   | [ 25 ] |
| Numa viagem à Índia, João Reis revela projetos que envolvem a redistribuição de materiais urbanos para zonas rurais, assistência legal para trabalhadores da construção civil ou formações em engenharia solar para promover uma melhoria das condições de vida nas aldeias. Na Alemanha está a ser promovido um uso inovador no setor das tecnologias de drones; na Holanda, quintas flutuantes mostram uma solução para a sobrepopulação das cidades; em Portugal, a inteligência coletiva traz ideias novas para o campo da Medicina. |                                 |                             | |                      |        |
| Intervenientes: Anshu Gupta [en], Geoff Mulgan [en], Pedro Oliveira. |                                 |                             | |                      |        |
| |                                 |                             | |                      |        |
| 9 | Água                            | Jorge Pelicano e Inês Rueff | Paulo Cunha Fernandes, Joana Esteves, Pedro Quedas e Mikhaela Anjos                                         | 13 de junho de 2022  | [ 27 ] |
| Em 2018, a Cidade do Cabo, na África do Sul, esteve muito perto do "Dia Zero", o dia em que se tornaria a primeira grande cidade mundial a perder o acesso à água canalizada. João Reis aprende como conseguiram combater esta desgraça iminente. Fala tanto com os responsáveis do governo que criaram infraestruturas para combater o problema, sem esquecer a realidade dos que vivem nos bairros mais pobres, onde a escassez de água é uma ameaça constante.                                                                        |                                 |                             | |                      |        |
| Intervenientes: Catarina Roseta-Palma, Kala Vairavamoorthy (International Water Association [en]), Xanthea Limberg. |                                 |                             | |                      |        |
| |                                 |                             | |                      |        |

## Distribuição
A apresentação da minissérie, realizada na Fundação Gulbenkian, decorreu no dia 11 de abril de 2022. Planeta A viria a estrear o seu primeiro episódio na semana seguinte, a 18 de abril, na RTP1. A minissérie foi programada para transmissão semanal à segunda-feira, na faixa horária das 22:45. Os episódios foram progressivamente disponibilizados na plataforma de streaming RTP Play, e posteriormente organizados na plataforma RTP Ensina, consoante a sua relevância para estudantes do 3º ciclo do ensino básico ou de ensino secundário. A minissérie motivaria o convite a João Reis para ser o orador convidado da sessão oficial de abertura do ano letivo 2022/2023, intitulada "Nada será como dantes e depois", na Faculdade de Arquitetura da Universidade do Porto, a 26 de setembro de 2022.

## Reconhecimento crítico
Planeta A foi o único projeto português entre os finalistas da edição de 2022 dos Prix Europa. Após uma avaliação entre 606 produções candidatas, a minissérie competiu com outras 20 produções europeias nomeadas na categoria de Melhor Documentário Televisivo.